# Somatochlora incurvata
Somatochlora incurvata – gatunek ważki z rodziny szklarkowatych (Corduliidae). Występuje na terenie Ameryki Północnej.

## Charakterystyka
- Ubarwienie: na klatce piersiowej znajdują się rozmyte, blade znaczenia, brzuch na większości segmentów ma matowe żółte plamy, zdarza się, że młode samice mogą mieć pomarańczowe końcówki skrzydeł.
- Wielkość: jest podobny do somatochlora forcipate i somatochlora Kennedy'ego, jest jednak większy i bardziej wydłużony. Długość jego ciała oscyluje w granicach od 1,9 do 2,3 cala.
- Sezon występowania: w Wisconsin dorosłe osobniki pojawiają się od połowy czerwca do połowy września.
- Siedlisko: jest zwolennikiem rozlewisk bagiennych i otwartych mokrych łąk turzycowych[3].